# O'Higgins (gemeente)
O'Higgins is een gemeente in de Chileense provincie Capitán Prat in de regio Aysén del General Carlos Ibáñez del Campo. O'Higgins telde 625 inwoners in 2017.